# Scathophaga bohemiae
Scathophaga bohemiae är en tvåvingeart som beskrevs av Sifner 2000. Scathophaga bohemiae ingår i släktet Scathophaga och familjen kolvflugor.
Artens utbredningsområde är Tjeckien. Inga underarter finns listade i Catalogue of Life.